# Juan Guillermo de Sajonia-Altemburgo
Juan Guillermo de Wettin (Torgau, 13 de abril de 1600-Lager, cerca de Brieg, 2 de diciembre de 1632). Noble alemán perteneciente a la rama ernestina de la Casa de Wettin.
Juan Guillermo fue el cuarto hijo del duque Federico Guillermo I de Sajonia-Weimar y su segunda esposa, la condesa palatina Ana María de Wittelsbach, hija primogénita del duque Felipe Luis del Palatinado-Neoburgo y de Ana de Cleves. Esta última hija del duque Guillermo V el Rico y de la archiduquesa austriaca María de Habsburgo. 

## Biografía
Tras la muerte de su padre, Johann Wilhelm heredó junto con sus hermanos Johann Philipp , Friedrich y Friedrich Wilhelm el Ducado de Sajonia-Altemburgo. La tutela de los príncipes fue dirigida por el Elector de Sajonia y su tío John ; Después de su muerte en 1605, el primero solo.
Después de la disputa por la sucesión de Jülich-Klevischen , los hermanos habían sido prestados a Jülich, Cleves y Berg, pero solo eran nominalmente duques y lideraban el escudo de armas. En 1612, los hermanos fueron a una educación superior en la Universidad de Leipzig. En el año 1618, el hermano mayor Johann Philipp alcanzó la mayoría de edad y gobernó de manera independiente. Los hermanos dejaron al mayor en contra de la seguridad de un Leibgedinges inicialmente limitado en el tiempo, en un contrato posterior en 1624, finalmente el gobierno. Con su hermano Friedrich Wilhelm, Johann Wilhelm emprendió su caballerosa gira por Italia, Holanda, Francia, Inglaterra y Hungría.
En la Guerra de los Treinta Años, Johann Wilhelm sirvió como coronel en los servicios electorales sajones. En el campamento antes de Brieg, murió de fiebre. Fue enterrado en la Sophienkirche en Dresde.
- Datos: Q825015